# Irma Wyman
Irma M. Wyman (1928-2015) fou una de les primeres enginyeres informàtiques especialista en pensament sistèmic.  
El 1945, Wyman va rebre una beca per estudiar al College of Engineering de la Universitat de Michigan i es va graduar amb una llicenciatura en Ciències el 1949. En aquell temps, les dones rebien poc suport en els programes d'enginyeria i per aquest motiu tot i que  estava qualificada per ser membre de la Tau Beta Pi, la Societat d'Enginyeria d'honor, nomé va rebre  una "Women's Badge", ja que aquesta societat no admetia les dones.

Quan era jove va treballar en un projecte sobre míssils en el Willow Run Research Center on utilitzaven les calculadores mecàniques per calcular la trajectòria. Arran d'una visita a un centre d'investigació marina que estava treballant en problemes semblants va descobrir que estaven usant un prototip d'un ordinador programable que s'havia desenvolupat a la Universitat Harvard, es va interessar en els ordinadors.  
Després de graduar-se va entrar a treballar a la Honeywell Information Systems fins a arribar a ocupar-ne la vicepresidència abans de retirar-se el 1992.
Per defensar la importància de la presència de dones en l'enginyeria, la informàtica i camps afins, Wyman va dotar la beca Irma M. Wyman al Centre d'Educació de la Dona de la Universitat de Michigan.

## Premis i Honors
- Medalla de la Michigan Engineering Alumni Society - 2001
- Doctor honoris causa en Enginyeria per la  Universitat de Michigan - 2007